# Deg (Sprache)
Deg ist die Sprache der afrikanischen Deg und wird von ca. 35.000 (2014) Sprechern westlich des Volta-Stausees in der Central Region (Ghana) in Ghana verwendet. 
Weitere 1.700 Sprecher leben in der Elfenbeinküste. 
Alternative Namen sind Degha, Mo, Mmfo, Aculo, Janela und Buru. Bekannte Dialekte sind Longoro, Mangum und Boe. Deg weist zu 78 % Übereinstimmungen mit Vagla auf. 